# Sutivan
Sutivan est un village et une municipalité située sur l'île de Brač, dans le comitat de Split-Dalmatie, en Croatie. Au recensement de 2001, la municipalité comptait 759 habitants, dont 93,15 % de Croates et le village seul comptait 759 habitants.
Aujourd'hui Sutivan est une petite région paisible à l'ambiance méditerranée par ses belles plages et par une promenade qui s'allonge de Lucica jusqu'aux baies de Likva, Prbuje, Stiniva, Stipanska, Mala tiha et Vicja. Aux baies mentionnées on trouve d'admirables stations balnéaires. La population de Sutivan est liée historiquement avec l'agriculture, la pêche et l'économie maritime. L'agriculture est aujourd'hui encore importante, grâce aux terres productives et à l'énergie des habitants. Sutivan est entouré par de très vieux oliviers et des vignobles magnifiques que l'on peut parcourir sur des chemins ruraux, aménagés pour les randonneurs à pied ou à bicyclette, pour le sport ou pour la promenade[style à revoir].

## Localités
La municipalité de Sutivan ne compte qu'une seule localité, le village éponyme de Sutivan.